# Sante Bentívolo
Sante Bentívolo (em italiano: Sante Bentivoglio; Poppi, 1424 – Bolonha, 1º de outubro de 1463) foi um nobre bolonhês que exerceu a função de senhor da cidade.

## Origem e ascensão em Bolonha
Sante, filho legítimo de Hércules Bentívolo e da esposa de Agnolo da Cascese, cujo nome não é conhecido, nasceu em 1424 na cidade de Poppi, situada na região do Casentino. Esse nascimento ocorreu em circunstâncias que o tornaram totalmente alheio à sua origem, uma vez que seu pai foi compelido a abandonar sua terra natal no ano anterior, assumindo um posto de serviço em Florença. Antes de falecer, Hércules revelou a alguns de seus amigos mais próximos, incluindo o conde Francisco Guidi, que Sante era seu filho. Em 1440, quando o conde foi expulso pelos florentinos de seu feudo de Poppi e passou por Bolonha, apresentou o jovem a Aníbal I. No entanto, Sante permaneceu alheio à sua relação de parentesco com o influente chefe de facção. Apenas após o assassinato de Aníbal, ocorrido em 24 de junho de 1445, e perpetrado pela facção dos Canetoli, o interesse da família por Sante foi despertado pela primeira vez.
O interesse pela situação de Sante foi despertado devido ao fato de que a morte violenta de Aníbal provocou reações populares intensas, que contrariaram as expectativas dos conspiradores. Essa situação permitiu à facção bentivoliana consolidar-se no poder de maneira ainda mais firme do que anteriormente. Entretanto, a facção enfrentava a ausência de um líder adequado: o filho de Aníbal, João II, era ainda uma criança de três anos, e Ludovico, seu parente mais próximo, recusava-se obstinadamente a aceitar a onerosa herança. Tornou-se evidente que a vitória sobre a facção dos Canetoli seria, em breve, irrelevante se os bentivolianos não conseguissem assegurar a manutenção do poder na cidade, a qual também estava sob ataque das forças viscontinas. Essas forças, com base em um acordo firmado entre o papa Eugênio IV e o duque de Milão em 4 de maio de 1445, buscavam recuperar a cidade para a Igreja. Nesse cenário, ao tomarem conhecimento da existência do filho de Hércules, que vivia quase desconhecido em Florença, os líderes da facção bentivoliana não hesitaram em convidá-lo para Bolonha, a fim de substituir o primo na liderança.
Sante aceitou o convite e preparou-se para partir em direção à sua nova pátria. Sua decisão foi influenciada pelos incentivos de seu protetor, Neri Capponi, que via na sua afirmação em Bolonha uma oportunidade para concretizar um dos objetivos de longa data da política externa florentina: garantir um apoio seguro contra o duque de Milão. Além disso, os sábios conselhos de Cosme de Médici, que o encorajou a demonstrar, através de sua decisão, que em suas veias corria o sangue de Hércules, também desempenharam um papel significativo. Sante chegou a Bolonha em 13 de novembro de 1446, sendo recebido pelos principais cidadãos - Malvezzi, Marescotti e Pepoli - que o encontraram em S. Ruffillo e lhe proporcionaram uma recepção condigna para um senhor da cidade. Acompanhado ao palácio do Município, foi armado cavaleiro e nomeado tutor do pequeno filho de Aníbal.

## Política
Sem exagerar a importância dessas recepções, Sante rapidamente reconheceu as graves condições enfrentadas por Bolonha, que era periodicamente perturbada por desordens internas e ameaçada externamente pelos exilados e pelo duque de Milão. No entanto, os conflitos internos, que para Sante, ainda inexperiente nas questões bolonhesas, pareciam complexos de resolver, foram temporariamente solucionados por meio de um acordo entre as principais famílias da cidade, graças à sua astúcia. Decidiu-se pela abolição do colegiado dos XVI Reformadores, o principal órgão de governo de Bolonha, e sua substituição por uma nova magistratura composta por apenas seis membros. Essa nova magistratura incluía, além dele, Romeo Pepoli, Ludovico Marescotti, Dionísio da Castello, Gaspare Malvezzi e Giovanni Fantuzzi, todos aliados ocasionais da facção bentivoliana.
A nova coalizão estava, em parte, baseada em um equívoco: enquanto alguns consideravam a reforma como o primeiro passo rumo a um regime oligárquico que poderia limitar a preeminência de Bentivoglio, para este, a reforma era apenas um artifício para evitar ficar isolado nos primeiros e difíceis passos em direção ao poder. Não demoraria para que os aliados impacientes descobrissem suas verdadeiras intenções.
Enquanto isso, no campo da política externa, dois eventos inesperados — a morte de Eugênio IV, ocorrida em 23 de fevereiro de 1447, e a do duque Felipe María Visconti, em 13 de agosto de 1447 — contribuíram para amenizar algumas das dificuldades que, pouco antes, pareciam insuperáveis. Durante o período de instabilidade no ducado, abalado pela disputa pela sucessão, Sante, seguindo o exemplo de seu único aliado até então, Cosme, estabeleceu um acordo com Francisco Sforza, evitando qualquer ofensa à Veneza. Além disso, iniciou negociações com o novo papa, Nicolau V, que, como ex-bispo de Bolonha, possuía um profundo conhecimento sobre a cidade.
Assim, em 24 de agosto de 1447, foram firmados acordos com o papa que, embora reafirmassem a sujeição direta de Bolonha à Igreja e reconhecessem ao legado papal a autoridade para governar o Município juntamente com magistrados eleitos pelos cidadãos, também detalhavam as características, competências e métodos de eleição dos mesmos oficiais do Município. O acordo confirmava, ainda, a autonomia do município na gestão das suas receitas e do seu exército. A conclusão deste acordo marcou o primeiro grande sucesso diplomático de Sante. De fato, tais pactos, revisados novamente em 1454, estabeleceram a "carta de liberdade" de Bolonha, que permaneceu em vigor até o final do século XVIII.

## Conflitos
Para Sante, devido à forma como chegou ao poder, não foi possível adotar a postura de magnânimo moderador das facções que seu predecessor havia assumido. Desde o início, ele se posicionou abertamente contra aqueles que não o favoreciam. Encontrou um aliado fiel em Galeácio Marescotti, com cuja ajuda conseguiu enfrentar seus adversários, incluindo os Canetoli e seus aliados, que já em 1448 tentaram reentrar em Bolonha. Além disso, enfrentou aqueles políticos que inicialmente o apoiaram na expectativa de obter benefícios, como Pepoli, Fantuzzi e seus seguidores, que no verão de 1449, sob o pretexto de fugir da peste, abandonaram Bolonha e se refugiaram em Castel San Pietro, no campo bolonhês. De lá, Pepoli e Fantuzzi tentaram derrubar o governo de Sante com a ajuda de outros exilados e do conde Carlos de Campobasso, que estava na região à frente de alguns contingentes napolitanos. Somente na primavera de 1450 Sante conseguiu expulsar os adversários de Castel San Pietro e dos outros locais que haviam ocupado, contando com a autoridade do cardeal Basílio Bessarion, nomeado legado papal em Bolonha em fevereiro daquele ano.
No entanto, seus adversários não se deram por vencidos e tentaram novamente reentrar na cidade em 1451. Em 7 de junho, os líderes das famílias Canetoli, Zambeccari, Pepoli, Ghislieri, Fantuzzi, Vezzano e Correggio, à frente de três mil homens sob o comando do senhor de Carpi, conseguiram penetrar em Bolonha, mas foram completamente derrotados por Sante, que nesta ocasião demonstrou notáveis habilidades militares. A última conspiração canetoliana de relevância ocorreu em 1454, mas a posição do senhor de Bolonha estava tão consolidada que ele pôde reprimi-la com extrema facilidade.
Outro campo suscetível a graves fricções era o das relações com o legado, cuja posição de governador de Bolonha havia sido reconfirmada nos pactos de 1447. Na prática, o legado Astorre Agnesi, que havia começado a apoiar os adversários políticos de Sante, entrou em confronto violento e sem sucesso com este último em 1449. Para preservar o que restava de sua autoridade, Agnesi preferiu deixar Bolonha sob um pretexto, sem jamais retornar. Em contraste, as relações entre Sante e o cardeal Bessarion foram excelentes. Nicolau V nomeou Bessarion como seu legado em Bolonha em 26 de fevereiro de 1450, fortalecendo a aliança entre ambos.
A única divergência notável entre Sante e Bessarion, que se mostrou um aliado da facção bentivoliana, ocorreu durante o quinquênio da legatura de Bessarion. A divergência foi motivada por um édito sumptuário emitido pelo cardeal em 24 de março de 1453, que visava impor limites ao luxo excessivo das vestimentas das mulheres bolonhesas. Em conformidade com esse édito, em 1454, Bessarion proibiu a entrada do cortejo nupcial de Sante na igreja de S. Petronio durante as suas núpcias com Genebra Sforza. Contudo, esse episódio não afetou significativamente os bons relacionamentos entre os dois.

## Legado e morte
A boa relação de Sante com a Igreja é frequentemente destacada como um dos principais fatores que contribuíram para a consolidação de seu governo local. O casamento de Sante com Genebra, que mais tarde se tornaria esposa de João II, também é apontado como um acerto estratégico nas relações com outras potências italianas. Este matrimônio fortaleceu a aliança com Florença e Veneza e consolidou a amizade com o duque de Milão, Francisco Sforza. O casamento foi considerado benéfico por ambas as partes, pois restabeleceu a ligação de Bolonha com as famílias principescas da Itália e promoveu a amizade entre Bolonha e Milão, o que era particularmente vantajoso para o duque. Embora não ostentasse oficialmente o título, Sante já era amplamente reconhecido como o senhor de Bolonha quando faleceu em 1º de outubro de 1463.